# Kortesalmi
Kortesalmi är en vik i Finland. Den är en del av Joukamojärvi och ligger i Kuusamo i landskapet Norra Österbotten, i den nordöstra delen av landet, 700 km norr om huvudstaden Helsingfors.